# Альбіно
Альбіно (італ. Albino) — муніципалітет в Італії, у регіоні Ломбардія, провінція Бергамо.
Альбіно розташоване на відстані близько 490 км на північний захід від Рима, 60 км на північний схід від Мілана, 13 км на північний схід від Бергамо.
Населення — 18 171 особа (2014).
Щорічний фестиваль відбувається 9 січня. Покровитель — San Giuliano e Sant'Albino.

## Демографія
Населення за роками:

Станом на 1 січня 2023 року в муніципалітеті офіційно проживало 1008 іноземців з 62 країн, серед них 146 громадян країн Євросоюзу та 49 громадян України.

## Сусідні муніципалітети
- Ав'ятіко
- Борго-ді-Терцо
- Казацца
- Ченате-Сопра
- Чене
- Гаверина-Терме
- Гаццаніга
- Луццана
- Нембро
- Прадалунга
- Сельвіно
- Трескоре-Бальнеаріо
- Вігано-Сан-Мартіно